# Welcome (Minnesota)
Welcome és una població dels Estats Units a l'estat de Minnesota. Segons el cens del 2000 tenia 721 habitants.

## Demografia
Segons el cens del 2000, Welcome tenia 721 habitants, 310 habitatges, i 200 famílies. La densitat de població era de 305,9 habitants per km².
Dels 310 habitatges en un 28,7% hi vivien nens de menys de 18 anys, en un 54,8% hi vivien parelles casades, en un 6,5% dones solteres, i en un 35,2% no eren unitats familiars. En el 31% dels habitatges hi vivien persones soles el 16,1% de les quals corresponia a persones de 65 anys o més que vivien soles. El nombre mitjà de persones vivint en cada habitatge era de 2,33 i el nombre mitjà de persones que vivien en cada família era de 2,9.
Per edats la població es repartia de la següent manera: un 25,4% tenia menys de 18 anys, un 6,2% entre 18 i 24, un 24,5% entre 25 i 44, un 24,1% de 45 a 60 i un 19,7% 65 anys o més.
L'edat mediana era de 41 anys. Per cada 100 dones de 18 o més anys hi havia 99,3 homes.
La renda mediana per habitatge era de 32.125 $ i la renda mediana per família de 38.438 $. Els homes tenien una renda mediana de 30.875 $ mentre que les dones 20.536 $. La renda per capita de la població era de 16.539 $. Entorn del 3,9% de les famílies i el 6,9% de la població estaven per davall del llindar de pobresa.

## Poblacions més properes
El següent diagrama mostra les poblacions més properes.